# Tope Obadeyi
Temitope Ayoluwa "Tope" Obadeyi (Birmingham, 1989. október 29. –) angol labdarúgó, aki jelenleg a Swindon Townban játszik, a Bolton Wandererstől kölcsönben.

## Pályafutása

### Bolton Wanderers
Obadeyi a Coventry City ifiakadémiáján kezdett futballozni. 2006-ban került a Bolton Wanderershez. 2008. december 28-án, egy Wigan Athletic elleni bajnokin mutatkozott be a felnőttek között.
2009 augusztusában egy hónapra kölcsönvette a Swindon Town. Augusztus 29-én, a Southend United ellen gólt szerzett, ezzel 2-1-es sikerhez segítve csapatát.

## Külső hivatkozások
- Tape Obadeyi pályafutásának statisztikái a Soccerbase oldalon (angolul)

- Tape Obadeyi adatlapja a Swindon Town honlapján

## Fordítás
- Ez a szócikk részben vagy egészben  a   Tope Obadeyi című angol Wikipédia-szócikk fordításán alapul.  Az eredeti cikk szerkesztőit annak laptörténete sorolja fel. Ez a jelzés csupán a megfogalmazás eredetét és a szerzői jogokat jelzi, nem szolgál a cikkben szereplő információk forrásmegjelöléseként.